# Jan Köhler (Fußballspieler)
Jan Köhler (* 6. März 1971) ist ein ehemaliger deutscher Fußballspieler. Er spielte fast ausschließlich beim 1. FC Magdeburg, für den er in der DDR-Oberliga, der DFB-Amateur-Oberliga und der Regionalliga aktiv war.

## Sportliche Laufbahn
Jan Köhler gehörte zwischen 1987 und 1989 zum Aufgebot des 1. FC Magdeburg für die DDR-Junioren-Oberliga. Mit 18 Jahren wurde er bereits in der 1. Männermannschaft in Punktspielen der DDR-Oberliga eingesetzt. Sein erstes Oberligaspiel bestritt Köhler am 24. Mai 1989. Am 24. Spieltag wurde er in der Begegnung 1. FCM – Wismut Aue (2:2) als zentraler Abwehrspieler eingesetzt. Insgesamt spielte Köhler in der Saison 1988/89 dreimal in der DDR-Oberliga. Mit der Juniorenmannschaft des FCM wurde er 1989 DDR-Meister. Für die folgende Spielzeit 1989/90 wurde Jan Köhler offiziell für die 1. Mannschaft als Verteidiger gemeldet. Er wurde allerdings in der Oberliga nicht eingesetzt und spielte stattdessen in der Nachwuchs-Oberliga.
Erst als der 1. FCM im DFB-Spielsystem in der dritt- bzw. viertklassigen Amateur-Oberliga spielte, kam Köhler besser zum Zuge. Zwischen 1991 und 1998 bestritt er mit der 1. Mannschaft 71 Punktspiele. Sein letztes Pflichtspiel für den 1. FC Magdeburg bestritt Köhler nach dem Aufstieg in die Regionalliga am 19. April 1998 beim Regionalliga-Punktspiel 1. FCM – Spandauer SV (3:1). Später setzte er seine fußballerische Laufbahn bei der Kaltenkirchener Turnerschaft in Schleswig-Holstein fort.